# Eurovision Song Contest 1958
Der 3. Grand Prix Eurovision de la Chanson Européenne, so der offizielle Titel in diesem Jahr, fand am 12. März 1958 in den AVRO Studios Hilversum in den Niederlanden statt. 1958 bürgerte es sich ein, dass das Vorjahressiegerland oder vielmehr die dahinterstehende Rundfunkanstalt den Wettbewerb ausrichtete.

## Teilnehmer

Teilnehmende Länder
Länder, die bereits an einem früheren ESC teilgenommen hatten, aber nicht im Jahr 1958

Zwar kam mit Schweden ein neues Land hinzu, aber die Teilnehmerzahl blieb zum Vorjahr gleich, da das Vereinigte Königreich wegen des schlechten Ergebnisses (die Sängerin Patricia Bredin erreichte mit All lediglich Platz 7 – den viertletzten Platz) pausierte.

### Wiederkehrende Interpreten
| Land           | Interpret        | Vorherige(s) Teilnahmejahr(e) |
| -------------- | ---------------- | ----------------------------- |
| Belgien        | Fud Leclerc      | 1956                          |
| BR Deutschland | Margot Hielscher | 1957                          |
| Niederlande    | Corry Brokken    | 1956 • 1957                   |
| Schweiz        | Lys Assia        | 1956 • 1957                   |

### Dirigenten
Jedes Lied wurde mit Live-Musik begleitet – folgende Dirigenten leiteten das Metropole Orchester bei dem/den jeweiligen Land/Ländern (der musikalische Leiter des Gastgebers ist unterstrichen):
- Italien – Alberto Semprini
- Niederlande – Dolf van der Linden a
- Frankreich – Franck Pourcel
- Luxemburg – Dolf van der Linden a
- Schweden – Dolf van der Linden a
- Dänemark – Kai Mortensen
- Belgien – Dolf van der Linden a
- BR Deutschland – Dolf van der Linden a
- Österreich – Willi Fantl
- Schweiz – Paul Burkhard b

## Abstimmungsverfahren
Das Abstimmungsverfahren aus dem Vorjahr wurde wieder angewendet. In den einzelnen Ländern saßen wieder jeweils zehn Jurymitglieder, die jeweils eine Stimme an ein Lied vergeben durften. Die Ergebnisse wurden telefonisch und öffentlich nach Hilversum übermittelt.

## Platzierungen
| Platz | Startnr. | Land           | Interpret        | Lied Musik (M) und Text (T)                                                       | Sprache              | Übersetzung (Inoffiziell)                                                         | Punkte | Bild             |
| ----- | -------- | -------------- | ---------------- | --------------------------------------------------------------------------------- | -------------------- | --------------------------------------------------------------------------------- | ------ | ---------------- |
| 1.    | 03       | Frankreich     | André Claveau    | Dors, mon amour M: Hubert Giraud; T: Pierre Delanoë                               | Französisch          | Schlafe, meine Liebe                                                              | 27     | André Claveau    |
| 2.    | 10       | Schweiz        | Lys Assia        | Giorgio M: Paul Burkhard; T: Fridolin Tschudi                                     | Deutsch, Italienisch | –                                                                                 | 24     | Lys Assia        |
| 3.    | 01       | Italien        | Domenico Modugno | Nel blu dipinto di blu M: Domenico Modugno; T: Domenico Modugno, Franco Migliacci | Italienisch          | Im Blau, blau gestrichen (Poetische Umschreibung für: Am strahlend blauen Himmel) | 13     | Domenico Modugno |
| 4.    | 05       | Schweden       | Alice Babs       | Lilla stjärna c M/T: Åke Gerhard                                                  | Schwedisch           | Kleiner Stern                                                                     | 10     | Alice Babs       |
| 5.    | 07       | Belgien        | Fud Leclerc      | Ma petite chatte M/T: André Dohet                                                 | Französisch          | Mein kleiner Schatz                                                               | 08     | Fud Leclerc      |
| 5.    | 09       | Österreich     | Liane Augustin   | Die ganze Welt braucht Liebe M: Günther Leopold; T: Kurt Werner                   | Deutsch              | –                                                                                 | 08     | Liane Augustin   |
| 7.    | 08       | BR Deutschland | Margot Hielscher | Für zwei Groschen Musik M: Friedrich Meyer; T: Fred Rauch, Walter Brandin         | Deutsch              | –                                                                                 | 05     | Margot Hielscher |
| 8.    | 06       | Dänemark       | Raquel Rastenni  | Jeg rev et blad ud af min dagbog M: Sven Ulrik; T: Harry Jensen                   | Dänisch              | Ich riss ein Blatt aus meinem Tagebuch                                            | 03     | Raquel Rastenni  |
| 9.    | 02       | Niederlande    | Corry Brokken    | Heel de wereld M/T: Benny Vreden                                                  | Niederländisch       | Die ganze Welt                                                                    | 01     | Corry Brokken    |
| 9.    | 04       | Luxemburg      | Solange Berry    | Un grand amour M: Michel Eric; T: Monique Laniece, Raymond Roche                  | Französisch          | Eine große Liebe                                                                  | 01     | Solange Berry    |

### Punktetafel
| Land | Abstimmungsergebnisse | Abstimmungsergebnisse | Abstimmungsergebnisse | Abstimmungsergebnisse | Abstimmungsergebnisse | Abstimmungsergebnisse | Abstimmungsergebnisse | Abstimmungsergebnisse | Abstimmungsergebnisse | Abstimmungsergebnisse | Abstimmungsergebnisse | Abstimmungsergebnisse |
| Land | Punkte                | CH                    | AT                    | DE                    | BE                    | DK                    | SE                    | LU                    | FR                    | NL                    | IT                    | Votings               |
| --- | --------------------- | --------------------- | --------------------- | --------------------- | --------------------- | --------------------- | --------------------- | --------------------- | --------------------- | --------------------- | --------------------- | --------------------- |
| Italien | 13                    | 1                     | 1                     | 4                     | 4                     | –                     | 1                     | –                     | 1                     | 1                     |                       | 7                     |
| Niederlande | 01                    | 1                     | –                     | –                     | –                     | –                     | –                     | –                     | –                     |                       | –                     | 1                     |
| Frankreich | 27                    | 1                     | 7                     | 1                     | 1                     | 9                     | 1                     | 1                     |                       | –                     | 6                     | 8                     |
| Luxemburg | 01                    | 1                     | –                     | –                     | –                     | –                     | –                     |                       | –                     | –                     | –                     | 1                     |
| Schweden | 10                    | 3                     | 1                     | –                     | 1                     | –                     |                       | 3                     | –                     | 2                     | –                     | 5                     |
| Dänemark | 03                    | –                     | –                     | –                     | –                     |                       | 1                     | –                     | 1                     | 1                     | –                     | 3                     |
| Belgien | 08                    | 1                     | –                     | 5                     |                       | 1                     | 1                     | –                     | –                     | –                     | –                     | 4                     |
| BR Deutschland | 05                    | –                     | 1                     |                       | 1                     | –                     | 1                     | –                     | 2                     | –                     | –                     | 4                     |
| Österreich | 08                    | 2                     |                       | –                     | 1                     | –                     | 1                     | 1                     | 3                     | –                     | –                     | 5                     |
| Schweiz | 24                    |                       | –                     | –                     | 2                     | –                     | 4                     | 5                     | 3                     | 6                     | 4                     | 6                     |
| Die Tabelle ist senkrecht nach der Auftrittsreihenfolge geordnet, waagerecht nach der chronologischen Punkteverlesung. |                       |                       |                       |                       |                       |                       |                       |                       |                       |                       |                       |                       |

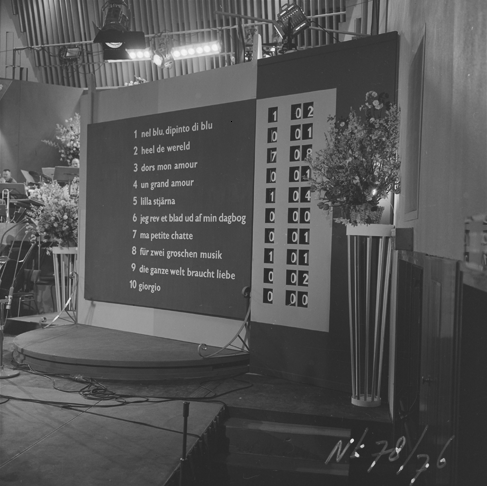
Punktetafel

Während des Live-Voting wurden vier Punkte, von Italien, aus Versehen an die Schweiz (korrekt) und an Schweden (falsch) vergeben, dies bedeutete, dass Schweden am Ende der Abstimmung 14 Punkte hatte. Der Fehler wurde erst nach der Show korrigiert.

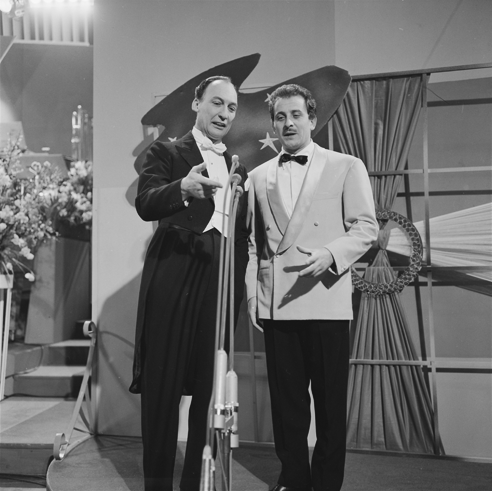
Der italienische Dirigent Alberto Semprini (links) und Domenico Modugno

## Sonstiges
- Italien: Aufgrund eines technischen Defekts musste Domenico Modugno ein zweites Mal auftreten.
- Niederlande: Erstmals fand der ESC im Land des Vorjahressiegers statt.

## Übertragung
| Land                      | Sender                 | Moderation/Kommentar   |
| Teilnehmende Länder       | Teilnehmende Länder    | Teilnehmende Länder    |
| ------------------------- | ---------------------- | ---------------------- |
| Belgien                   | RTBF                   |                        |
| Belgien                   | Radio Belgique         |                        |
| Belgien                   | VRT                    |                        |
| BR Deutschland            | ARD                    | Wolf Mittler           |
| Dänemark                  | Statsradiofonien TV    | Svend Pedersen         |
| Dänemark                  | Program 1              | Svend Pedersen         |
| Frankreich                | ORTF                   | Pierre Tchernia        |
| Frankreich                | France I               |                        |
| Italien                   | Programma Nazionale    | Bianca Maria Piccinino |
| Italien                   | Secondo Programma      | Bianca Maria Piccinino |
| Luxemburg                 | Télé-Luxembourg        |                        |
| Niederlande               | NTS                    | Siebe van der Zee      |
| Niederlande               | Hilversum 1            | Siebe van der Zee      |
| Österreich                | ORF                    | Wolf Mittler           |
| Schweden                  | Sveriges TV            | Jan Gabrielsson        |
| Schweiz                   | TV DRS                 |                        |
| Schweiz                   | TSR                    | Georges Hardy          |
| Schweiz                   | RSR 2                  | Georges Hardy          |
| Schweiz                   | DRS 2                  |                        |
| Schweiz                   | RSI 1                  |                        |
| Nicht Teilnehmende Länder |                        |                        |
| Vereinigtes Königreich    | BBC Television Service | Peter Haigh            |